# Карл Георг Райзенедер
Карл Георг Райзенедер (нім. Karl Georg Reiseneder; 18 травня 1876, Регенсбург — 17 грудня 1944) — німецький військовий ветеринар, доктор ветеринарії (1921), генерал-майор ветеринарної служби рейхсверу (1 лютого 1929) і вермахту (1 листопада 1942).

## Біографія
Син архітектора-кресляра Антона Райзенедера і його дружини Йозефіни, уродженої Пауш. 1 квітня 1900 року вступив однорічним добровольцем в 2-й важкий кінний полк «Ерцгерцог Франц Фердинанд Австрійський-Есте» в Ландсгуті. З 4 жовтня 1901 року — ветеринар 1-го шеволежерського полку в Нюрнберзі. 1 квітня 1910 року переведений в 1-й залізничний батальйон в Мюнхені. З 1 квітня 1912 олку — головний ветеринар дивізіону покриття 1-го телеграфоного батальйону, з 1 жовтня 1912 року — всього батальйону. 1 жовтня 1913 року переведений в 2-й телеграфіний батальйон в Мюнхені.
Учасник Першої світової війни. З 2 серпня 1914 року — головний ветеринар 1-го резервного телефонного дивізіону. З 17 по 31 липня 1915, з 22 грудня 1915 по 11 січня 1916 і з 26 липня по 15 серпня 1916 року перебував у відпустках. 26 вересня 1916 року відряджений в штаб командувача 1-м резервним корпусом. 22 грудня 1916 року повернувся в свій дивізіон. З 20 січня 1917 року — головний ветеринар 30-ї резервної дивізії. 13-20 жовтня 1917 року пройшов газовий курс, 1-7 вересня 1918 року — ветеринарний курс в Берліні.
Після демобілізації армії залишений в рейхсвері. З 15 лютого 1919 року — головний ветеринар 1-го баварського важкого кінного полку в Мюнхені, з 5 травня 1919 року — 21-го кавалерійського полку в Мюнхені, з 1 жовтня 1919 року — 1-го баварського стрілецького поклу №41 в Мюнхені, з 1 жовтня 1920 року — 42-го стрілецького полку  в Мюнхені. 1 січня 1921 року переведений в 19-й (баварський) піхотний полк в Мюнхені. З 1 квітня по 1 червня 1921 року служив в Берлійнській військовій школі, пізніше став ветеринарним директором школи. В 1930 році звільнений у відставку.
В 1939 році переданий в розпорядження ОКГ. З 1 жовтня 1942 року — головний ветеринар 7-го військового округу. 1 серпня 1943 року відправлений в резерв. 31 серпня 1943 року звільнений у відставку.

## Сім'я
Одружився з Марією Терезою Кароліною Грунднер. В пари народились син і дочка.

## Нагороди
- Медаль принца-регента Луїтпольда
- Залізний хрест
  - 2-го класу (9 жовтня 1914)
  - 1-го класу (7 червня 1918)
- Орден «За військові заслуги» (Баварія) 4-го класу з мечами і короною
- Хрест «За вислугу років» (Баварія) 2-го класу (24 роки)
- Почесний хрест ветерана війни з мечами (1934)